# Podocnemis lewyana
Podocnemis lewyana là một loài rùa trong họ Podocnemididae. Loài này được Duméril mô tả khoa học đầu tiên năm 1852.

## Hình ảnh

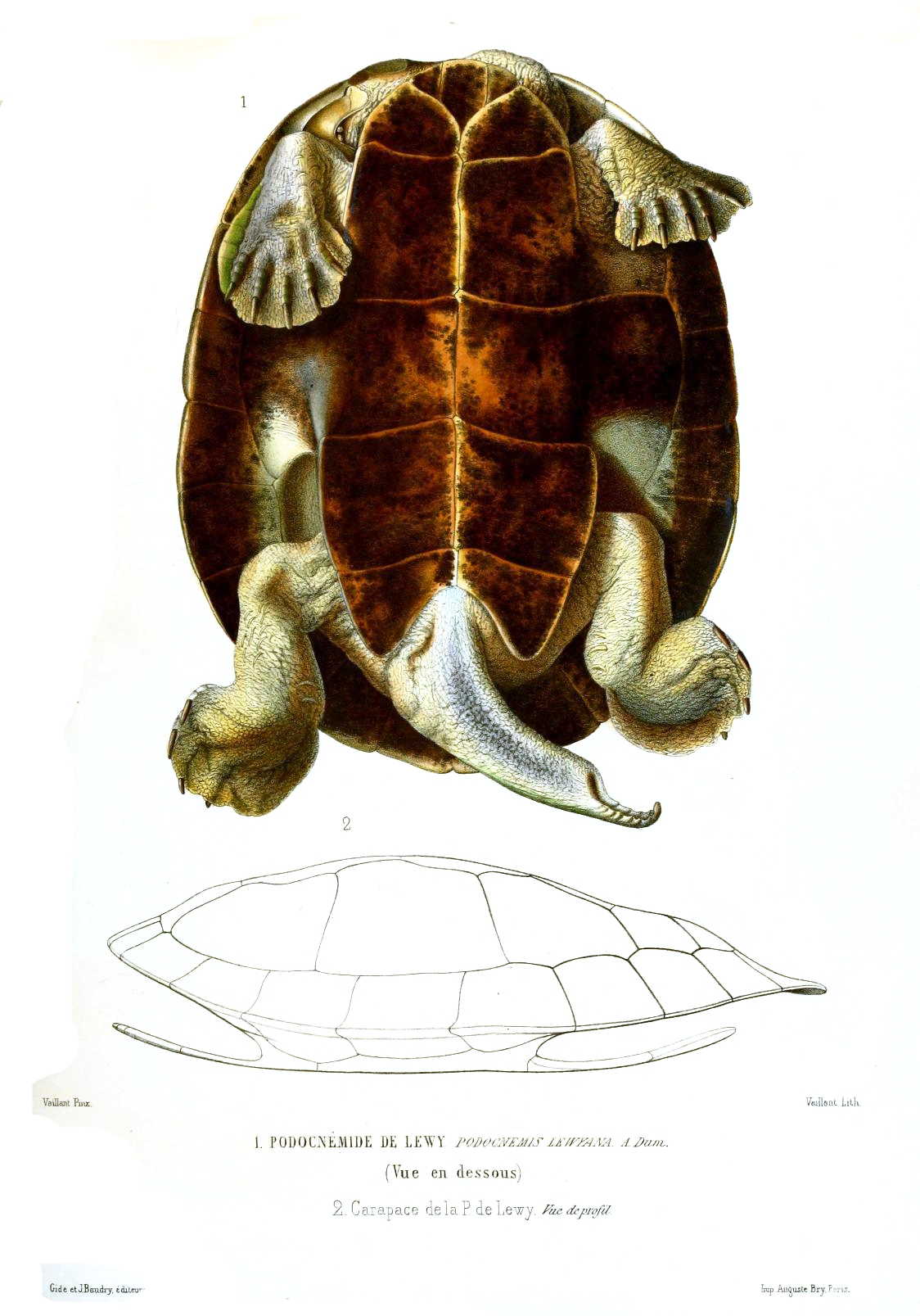